# Castillo de Trigueros del Valle
El castillo de Trigueros del Valle se sitúa en la localidad de Trigueros del Valle, provincia de Valladolid, Castilla y León, España.

## Historia

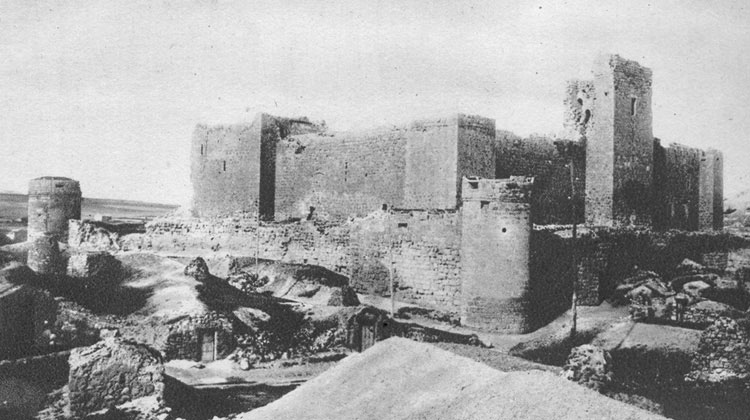
Imagen antigua del castillo.

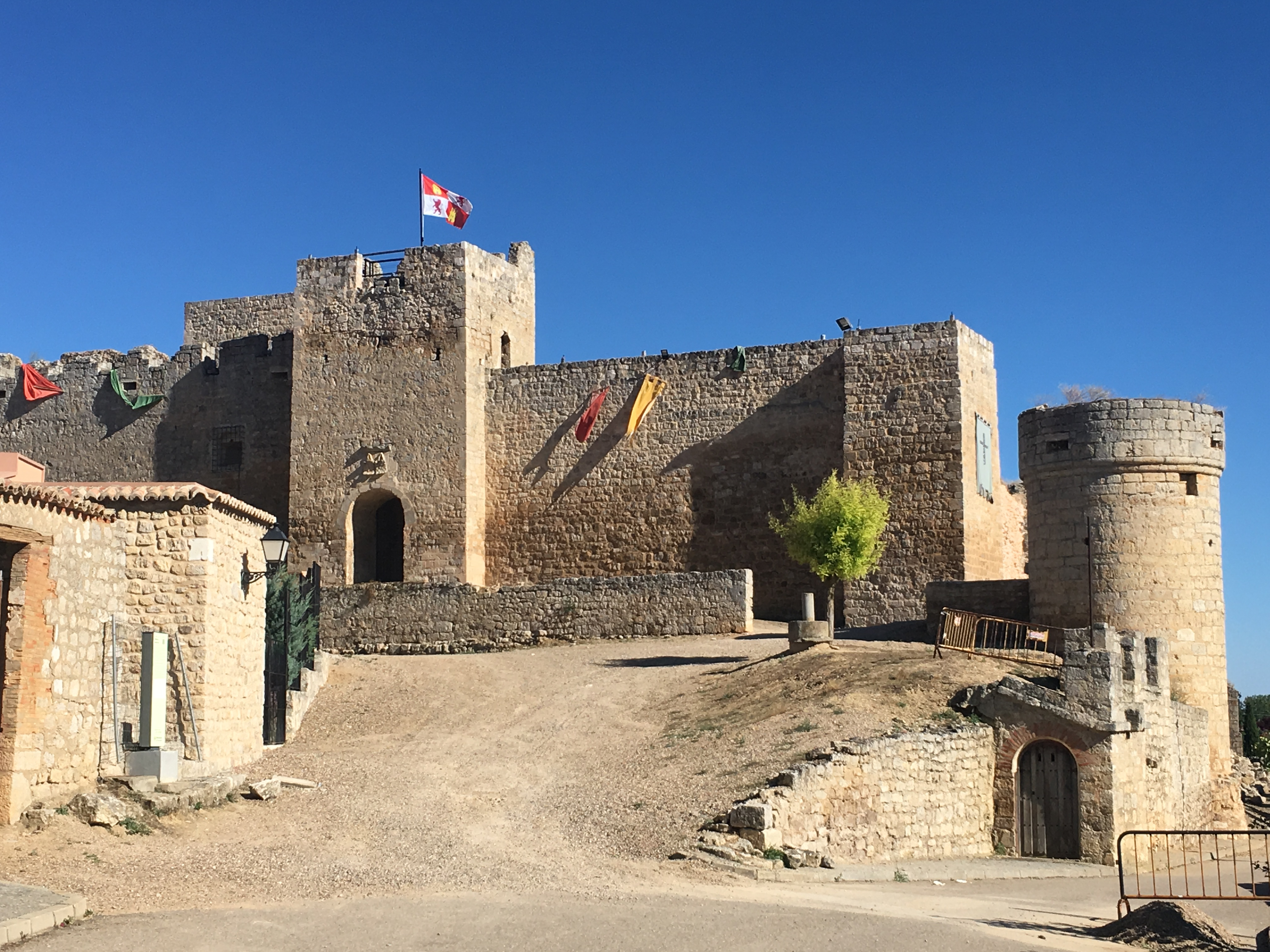
Vista de la fachada principal Castillo de Trigueros del Valle en 2018

En 1427, Juan II concedió privilegio a Fernán Alfonso de Robles para fundar un mayorazgo, en el que incluyó la villa de Trigueros y su valle. Pese a ello, ese mismo año fue encarcelado en el castillo de Uceda, donde fue ejecutado tres años más tarde por haber traicionado al valido real, el condestable Álvaro de Luna, votando a favor de su destierro
Heredó el señorío su hijo Juan de Robles, quien, no obstante, profesó como monje en el convento de San Benito de Valladolid, por lo que fue sucedido por su hermano Gutierre de Robles, III señor de Valdetrigueros. Gutierre, junto a su mujer, María de Guevara, realizaron importantes obras en el castillo, por lo que sus escudos pueden verse sobre la puerta, junto a la fecha: 1453. Asimismo, en 1469, mandaron construir el crucero y sus capillas funerarias en la iglesia parroquial de San Miguel, donde se encuentran enterrados.
A la muerte de Gutierre, su hijo, Fernán Alfonso de Robles, IV señor de Valdetrigueros, no acató las disposiciones testamentarias que favorecían a su madre y, aunque llegó a tomar el castillo, finalmente acordaron dejar la fortaleza en manos de Fernán (1480). 
El despotismo de los señores de Trigueros provocó el asalto del castillo por parte de los vecinos el 16 de enero de 1521, al calor de la revuelta antiseñorial que se produjo durante la Guerra de las Comunidades. Acontecimiento que se recrea históricamente cada verano. Pese a ello, poco después, el castillo fue recuperado por su señor, en esos momentos Gutierre de Robles Bazán, V señor de Valdetrigueros. 
Tras su fallecimiento, el señorío fue heredado sucesivamente por sus hijos, que mueren sin sucesión: Fernando de Robles, VI señor de Valdetrigueros; Gutierre de Robles, VII señor de Valdetrigueros, casado con María de Guzmán y Acuña y, finalmente, su hermana Juana Enríquez de Robles, casada con el hermano de su cuñada María, Pedro de Guzmán y Acuña, ambos hijos de Rodrigo de Guzmán, III señor de La Algaba, y de Leonor de Acuña, hija de Lope Vázquez de Acuña, II conde de Buendía. Tiempo después, el señorío recaerá sobre su nieta, Juana de Guzmán y Robles, quien contrajo matrimonio en 1593 con Fernando Pérez de Luján, integrándose el señorío de Valdetrigueros en este linaje importante linaje madrileño, de quienes descienden los condes de Castroponce, título otorgado por Carlos II en 1670 a favor de Fernando de Luján Robles y Guzmán.  

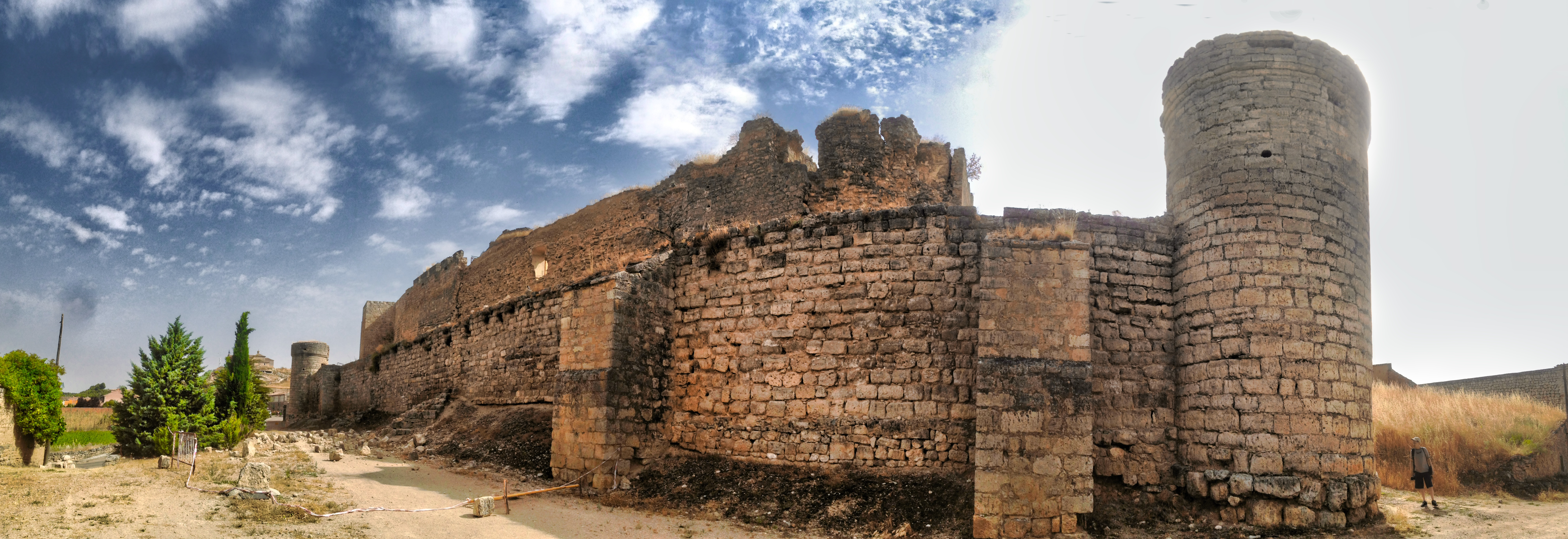
Vista exterior, 2016

## Descripción
Los daños causados por el levantamiento antiseñorial se repararon y la barrera se adapta al uso de la artillería; las torres angulares son de nueva planta.
Al recinto principal y más antiguo se entra bajo una torre defensiva que presenta una enorme tronera accesible desde los adarves, a los que la torre da continuidad con un corredor alojado en el muro; la estructura reaparece en la torre del homenaje, optimizando la defensa; la edificación doméstica se adosaba a los muros del recinto. El castillo presenta un singular despliegue de grandes caballerizas subterráneas abovedadas.
Actualmente es propiedad del municipio, el interior ha sido restaurado y alberga la exposición permanente "El Castillo Encantado". Creada por el escultor Juan Villa es apta para todos los públicos y en ella se puede disfrutar entre dragones, sirenas, unicornios, animales de fantasía, pasadizos ocultos y obras de arte de diversas culturas.

### Reconversión en "Castillo Encantado"
Durante la visita al Castillo Encantado se recorre el patio de armas, el adarve de la muralla y las siguientes salas:
- Sala 1: La Mazmorra del Dragón
- Sala 2: El Invernadero Encantado
- Sala 3: El laboratorio del Castillo Encantado
- Sala 4: El Gabinete de las Curiosidades
- Sala 5: El Salón de la Criptozoología
- Sala 6: El Torreón Fantasma

## Galería

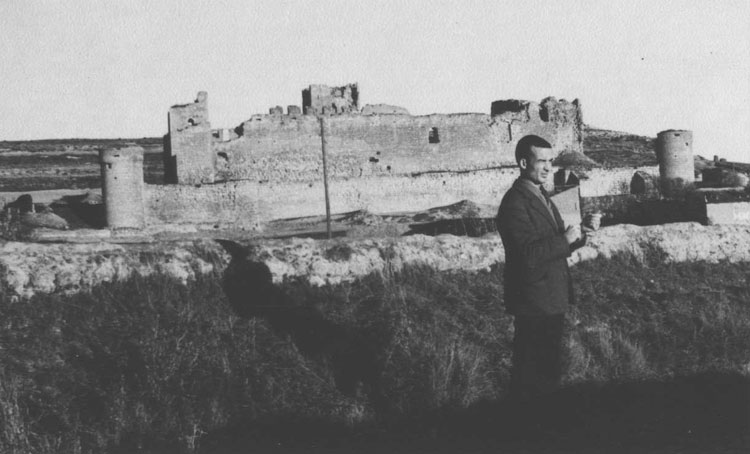
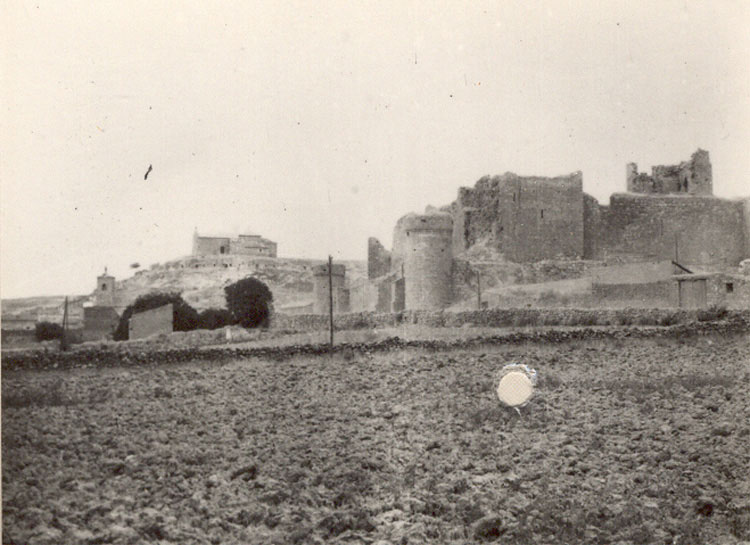
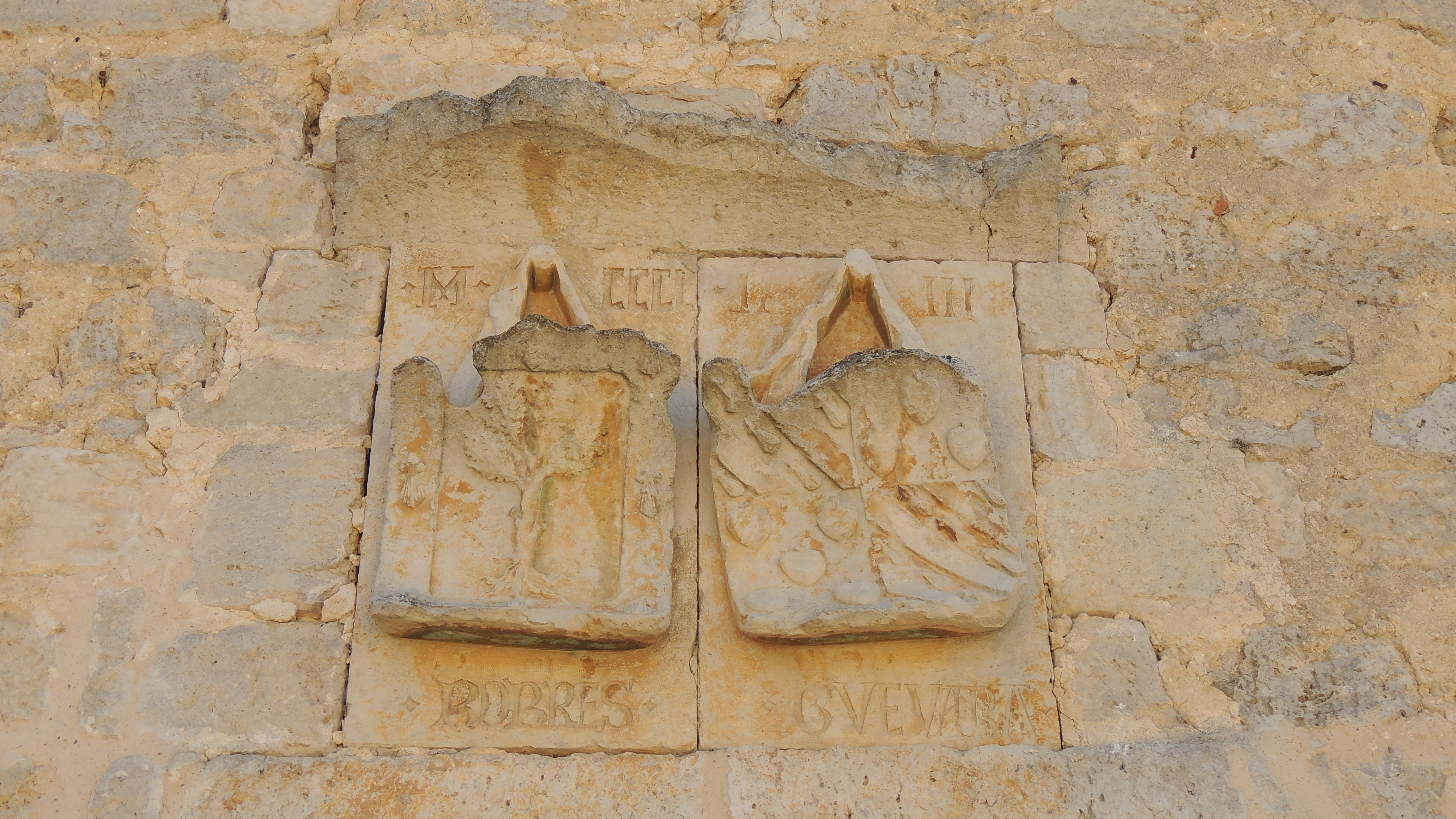
Escudos de los Robles y los Guevara
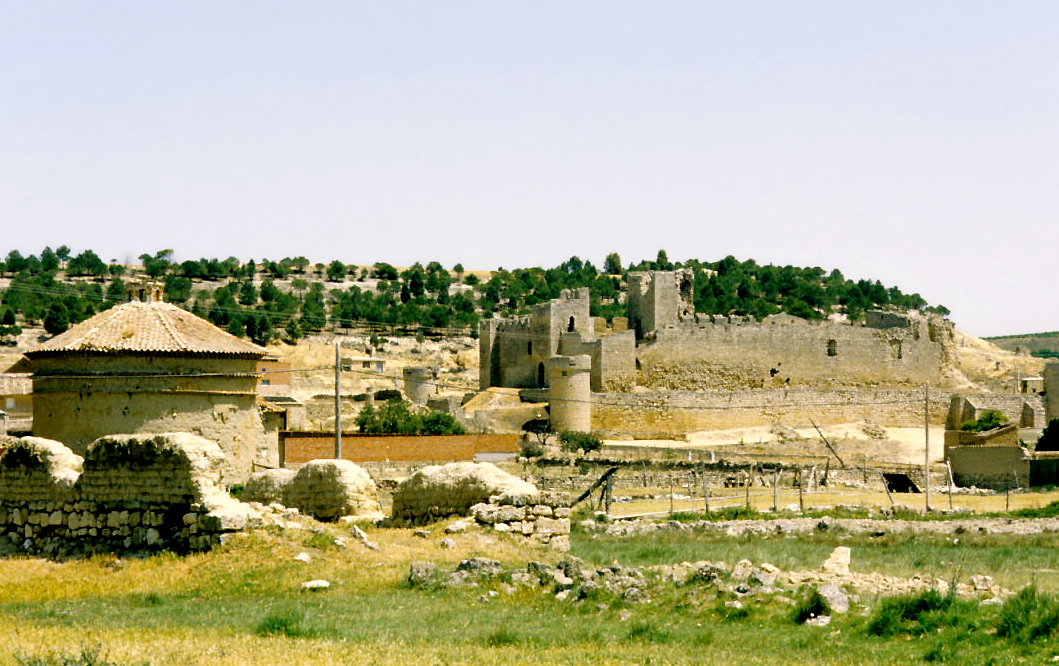